# Chione (Mutter des Priapos)
Chione (altgriechisch Χιόνη Chiónē, deutsch ‚Schneeweiße‘) ist eine Nymphe der griechischen Mythologie und die Mutter des Priapos.
Nach einem Scholion zu Theokrit stammte Priapos aus einer Verbindung des Dionysos mit Chione, während in der reichen mythologischen Überlieferung zu Priapos meist Aphrodite als seine Mutter genannt wird.